# Rönneholms slott
Rönneholms slott är ett slott i Stehags socken i Eslövs kommun.
Rönneholm ligger vid Rönne å mellan Eslöv och Höör. Slottets ursprungliga byggnadstid är okänd. Den byggdes om 1811 i fransk renässansstil och påbyggdes 1882 med en tredje våning. 1941 härjades slottet av en brand men återställdes. 
På Rönneholms slott finns sedan 1996 behandlingsverksamheter för kvinnor: Malins Minne för drogberoende mammor tillsammans med sina barn och Prokrami Kvinnobehandling för drogberoende kvinnor. 

## Historia
Rönneholm hette förr Rönningsholm. Det tillhörde på 1500-talet släkten Laxmand, men kom i början på 1600-talet genom gifte till Jörgen Hondorff, vars ättlingar ägde det till 1681. Från Nils Cronacker, som därefter snart blev ägare, kom det genom gifte till överstelöjtnant Christian Magnus Coyet. Godset stannade i släkten Coyets ägo till 1918, men marken styckades av efterhand. Under större delen av 1900-talet var slottet vårdinrättning. 1996 renoverades den s.k. Borgen och i september samma år flyttade Malins Minne in, och har där sedan dess sin huvudbyggnad. Sommaren 1997 påbörjades renoveringen av slottets annexbyggnad, dit Prokrami Kvinnobehandling flyttade från Åsljunga februari 1998.